# Elitzur Ramla BC
Elitzur Ramla BC (Hebreeuws: אליצור רמלה) is een professionele damesbasketbalclub uit Ramla, Israël. De club komt uit in de Ligat HaAl (De hoogste divisie van het Israëlische basketbal), en de Israeli State Cup.

## Geschiedenis
Elitzur Ramla werd opgericht in 1970. Ze spelen hun thuiswedstrijden in de Kiryat Menahem Arena. Ze werden dertien keer Landskampioen van Israël in 1996, 1998, 2000, 2004, 2005, 2007, 2008, 2011, 2013, 2019, 2022, 2023 en 2024. In 2004, 2007, 2009, 2011, 2014 en 2019 won Elitzur Ramla de State Cup. In 2011 haalde ze de finale om de EuroCup Women. Ze wonnen die finale van Arras Pays d'Artois BF uit Frankrijk over twee wedstrijden met een totaalscore van 122-114. Vanwege de winst mocht Elitzur Ramla uit komen om de FIBA Europe SuperCup Women. Ze verloren van Perfumerías Avenida uit Spanje met 72-95.

## Erelijst
- Landskampioen Israël: 13
  - Winnaar: 1996, 1998, 2000, 2004, 2005, 2007, 2008, 2011, 2013, 2019, 2022, 2023, 2024
  - Tweede: 2003, 2009, 2012, 2014, 2015, 2018
- Bekerwinnaar Israël: 6
  - Winnaar: 2004, 2007, 2009, 2011, 2014, 2019
  - Runner-up: 1993, 1994, 1995, 1996, 1997, 1998, 1999, 2003, 2005, 2010, 2021, 2024
- Winner Cup: 2
  - Winnaar: 2010, 2013
- EuroCup Women: 1
  - Winnaar: 2011
- FIBA Europe SuperCup Women:
  - Runner-up: 2011

## Bekende (oud)-spelers
- Maxuella Lisowa-Mbaka
- Edwige Lawson-Wade
- Alysha Clark
- -- Inna Goerevitsj
- Irina Osipova
- Asjha Jones
- Glory Johnson
- Allisha Gray

## Bekende (oud)-coaches
- Eli Rabi
- Muja Thaci